# 密花小騎士蘭
密花小騎士蘭（学名：Oberonia seidenfadenii）为蘭科莪白蘭屬下的一个种。